# 俄羅斯擬白魚
俄羅斯擬白魚（学名：Alburnoides rossicus）為輻鰭魚綱鯉形目雅羅魚科擬白魚屬的其中一種，分布於歐洲德涅斯特河、南布格河、第聶伯河、北亞速海沿岸的河流和黑海盆地的頓河流域，還有伏爾加河、裏海盆地上游的特維爾河省及奧卡河上游下游至卡馬河和薩馬拉省的河流和湖泊流域，棲息在底中層水域，生活習性不明。

## 扩展阅读
維基物種上的相關：俄羅斯擬白魚